# Michael Biggins
Michael Biggins (nacido Michael Bigansky) es un youtuber, realizador de bromas telefónicas, y presentador de programa radiofónco americano que actúa bajo el nombre artístico de Blackout en una variedad de bromas.
Biggins empezó a realizar llamadas de bromas y a crear elaboradas hisotiras y personajes, incluso adquirió un número 1-800 el cual era un buzón de voz y eventurakmente se hizo conocido como "Blackout's Box".